# 小田急シティバス
小田急シティバス株式会社（おだきゅうシティバス、Odakyu City Bus Co.Ltd.）は、かつて東京都世田谷区に本社を置いていた小田急グループのバス事業者。小田急バスの全額出資により、同社の完全子会社として2000年（平成12年）2月1日に設立された。小田急バスが行っていた高速バス事業を移管し、また若林営業所管内の一般路線を委託するために設立された。本社および世田谷営業所は小田急バス若林営業所の設置内に併設された。
2022年（令和4年）1月1日付で、小田急箱根高速バスに吸収合併されて解散した。同日付で小田急箱根高速バスは、小田急ハイウェイバス株式会社に商号変更、本社は小田急シティバスの本社所在地（世田谷区若林二丁目39番4号）に置かれる。

## 概要
2000年（平成12年）2月1日に会社設立、同2000年8月1日に小田急バスから高速バス路線の移管を受けて営業開始。翌2001年（平成13年）1月16日より小田急バス若林営業所管内の一般路線を受託開始。2002年（平成14年）4月1日より貸切バス事業も開始している。
本社所在地は、小田急バス若林営業所（営業所略号「B」）と同じ東京都世田谷区若林2丁目39番4号 にあり、小田急シティバスとしては同位置に世田谷営業所のみを有していた。淡島通りと環七通りが交差する「若林陸橋」東側に位置し、車庫は陸橋の東西に分かれて設置されている。
会社設立時の本社所在地は、東京都世田谷区若林二丁目37番3号であったが、新社屋建設に伴い、2018年6月11日より80m東側の東京都世田谷区若林二丁目39番4号へ移転した。
当営業所（バス停留所名は「若林営業所」）を経由する自社路線は一部出庫便を除いて存在せず、小田急バスとしての路線は当営業所（「若林営業所」停留所）発の宮前橋経由梅ヶ丘駅北口行が早朝1便のみであった。最寄り停留所は東急バス「若林」(渋52系統）で、同停留所近くには東急バス淡島営業所管轄の「若林折返所」（渋51系統）がある。
高速バス・貸切バスと世田谷地区での路線バス運行を担当し、一般路線の運行エリアは、本社・営業所のある世田谷区内を中心に渋谷駅へ至る路線などがあった。小田急バスから移管を受け、世田谷区コミュニティバスの受託運行も行っていた。
2019年3月31日時点で、営業キロは3,299,402キロ、自社保有車両数は26両（夜行高速車11両、昼行高速車7両、貸切車8両）、小田急バスからの受託車両数は30両（大型車1両、中型車26両、小型車3両） であった。
社是は小田急バスと同様に「安全はすべてに優先する」。日本バス協会の貸切バス事業者安全性評価認定制度で最高ランクとなる三ツ星認定を受けていた（2021年12月31日まで有効）。

### 小田急車両工業 若林整備場
小田急シティバス世田谷営業所内には、小田急車両工業の若林整備場が併設され、小田急グループのバス車両整備、その他の自動車整備業を行っていた。小田急シティバス世田谷営業所（小田急バス若林営業所）の入口には、同社「若林S.S.」（わかばやしサービスステーション）の看板が掲げられていた。

小田急車両工業は、2001年4月1日より小田急箱根高速バス、2002年4月1日より神奈中ハイヤー観光バス（現：神奈中観光）、2005年4月1日より小田急シティバスの自動車整備業務を受託していたが、2013年3月31日をもって全業務を終了した。

## 沿革

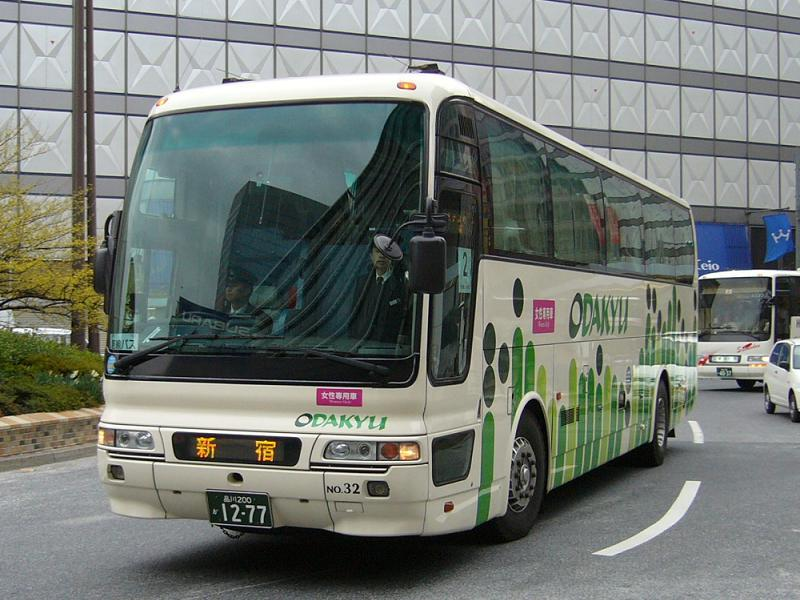
夜行高速バス「ルミナス号」の女性専用車

路線の沿革については、各路線の節を参照。
会社設立以前の歴史については「小田急バス若林営業所#沿革」を参照。
- 2000年（平成12年）
  - 2月1日 - 小田急シティバス株式会社を設立[4][5]。
  - 8月1日 - 小田急バスより夜行高速バス路線「ルミナス号」[5]、「ブルーメッツ号」[5] を移管され、高速バスの運行業務を開始[4][5]。
- 2001年（平成13年）
  - 1月16日 - 小田急バスより若林営業所管内一般路線の管理受託を開始。
  - 4月1日 - 小田急車両工業若林整備場が、小田急箱根高速バスの車両整備受託を開始。
- 2002年（平成14年）- 夜行高速バス全路線が小田急シティバスによる運行となる[16][17]。
  - 4月1日 - 貸切バス事業を営業開始[4]。
- 2005年（平成17年）3月1日 - 夜行高速バス「ルミナス号」で女性専用車を運行開始。
- 2006年（平成18年）
  - 8月30日 - 貸切バス専用の営業所として若葉台営業所を開設[4]。
  - 11月 - 世田谷区コミュニティバス「成城・祖師谷地域循環路線」を小田急バスから移管される[4]。
- 2007年（平成19年）3月18日 - PASMOサービス開始に伴い、若林営業所管内の一般路線バス全線で導入。
- 2008年（平成20年）
  - 6月11日 - 新社屋完成に伴い、本社および世田谷営業所を若林二丁目39番4号へ移転[3][10]
- 2011年（平成23年）9月30日 - 貸切バスの運行エリア縮小に伴い、若葉台営業所を閉鎖[4]。
- 2013年（平成25年）3月31日 - 小田急車両工業がすべての業務を終了[15]。
- 2018年（平成30年）6月11日 - 新社屋完成に伴い、本社および世田谷営業所、小田急バス若林営業所を、旧所在地から80m東側の東京都世田谷区若林二丁目39番4号へ移転[3][4][10]。
- 2019年（令和元年）10月2日 - 健康保険組合東京連合会から「健康優良企業」に認定される[18]
- 2020年（令和2年）
  - 3月2日 - 経済産業省および日本健康会議から「健康経営優良法人2020」（中小規模法人部門）に認定される[19]。
  - 12月 - 同月6日・12日・13日の3日間にわたり小田急箱根高速バスの主催で、三菱ふそう・エアロクィーンI（KL-MS86系）のさよならバスツアーを催行。小田急グループバス会社3社の協賛により、小田急箱根高速バス経堂営業所、小田急シティバス世田谷営業所、小田急バス町田営業所、神奈川中央交通町田営業所をめぐり、バス車庫での撮影ツアーを開催[20]。
- 2022年（令和4年）1月1日 - 2022年（令和4年）1月1日付で、小田急箱根高速バスに吸収合併されて解散[3]。同日付で小田急箱根高速バスは小田急ハイウェイバス株式会社に商号変更[8]。

以降の歴史については「小田急ハイウェイバス#沿革」を参照。

## 営業所
本社・世田谷営業所

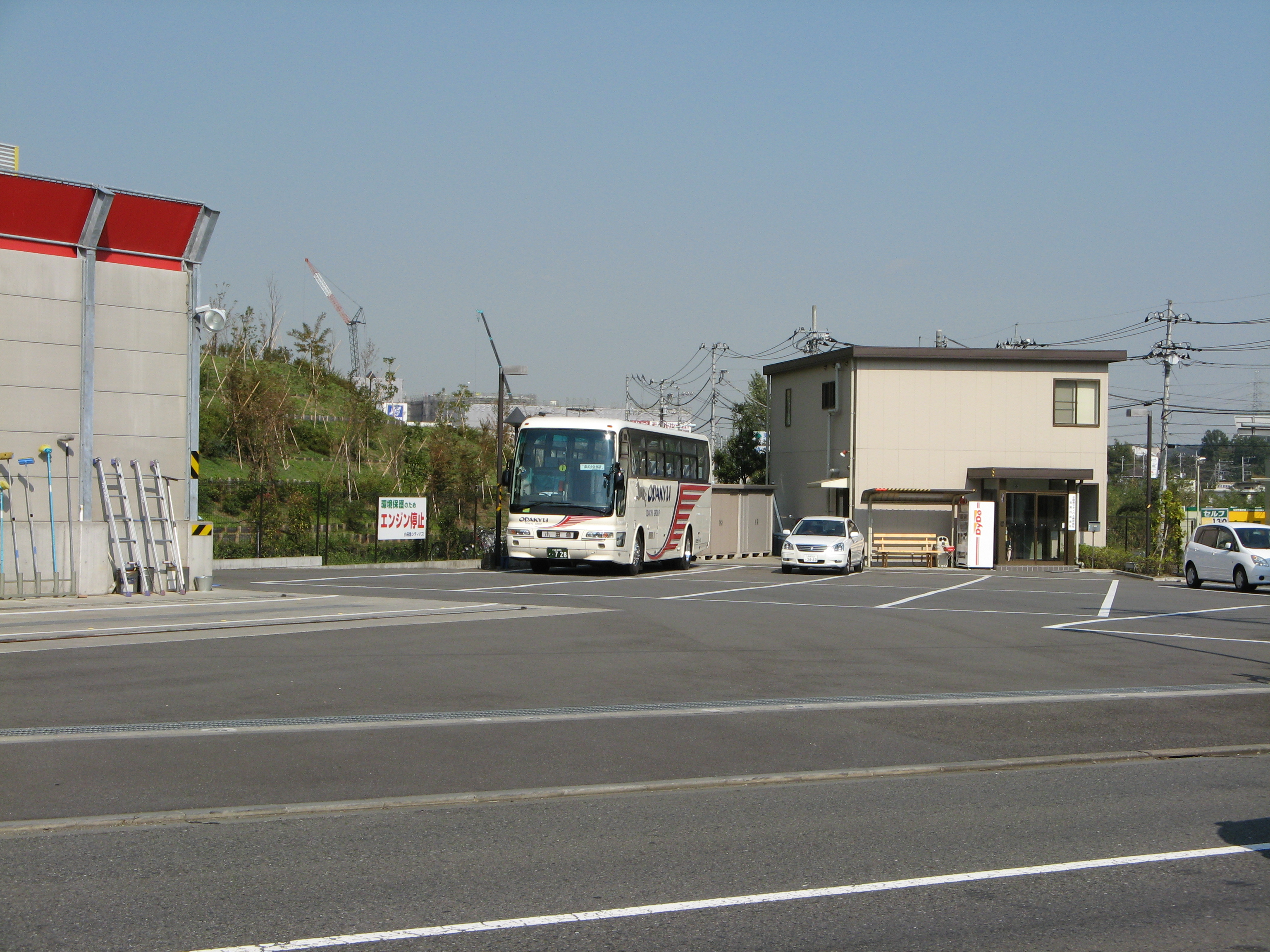
小田急シティバス若葉台営業所
（川崎市麻生区）

- 所在地 - 東京都世田谷区若林2-39-4[1][4][9]

設立から2018年6月11日に新社屋に移転するまでは、東京都世田谷区若林2-37-3に所在した。
- ナンバープレート - 品川ナンバー、世田谷ナンバー（ご当地ナンバー）

若葉台営業所（閉鎖）
- 所在地 - 神奈川県川崎市麻生区黒川

京王相模原線若葉台駅付近、「下黒川」停留所前。
- ナンバープレート - 川崎ナンバー
- 2006年8月30日、貸切バス専用の営業所として設立。発足時には大型貸切バス5台が所属した[4]。
- 2011年9月30日、貸切バスの運行エリア縮小に伴い閉鎖[4]。若葉台営業所閉鎖後、所属車両は世田谷営業所へ転属した。

## 所管路線
2021年12月31日の閉鎖時点。自社運行路線は高速路線とコミュニティバス（祖師谷・成城地域循環）で、一般路線は小田急バスからの運行受託路線であった。

### 一般路線

#### 三軒茶屋線

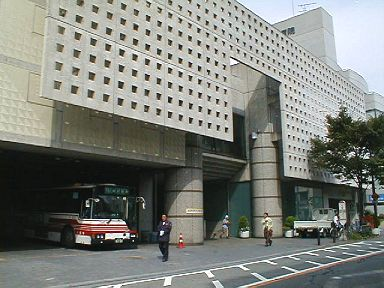
北沢タウンホールのバス発着所

- 下61：北沢タウンホール - 下北沢駅前 - 代沢小学校 - 代沢十字路 - 三軒茶屋 - 上馬 - 駒沢陸橋

歴史
- 1950年11月10日 - 新宿三光町 - 幡ヶ谷 - 下北沢駅 - 三軒茶屋間として開通。京王帝都電鉄と共同運行。
- 昭和40年代 - 下北沢引返所 - 野沢間に変更、小田急バス単独となる。
- 1990年 - 起点バス停名を「下北沢引返所」から「北沢タウンホール」へ改称。同時に行先表示を「下北沢駅」から「北沢タウンホール」へ変更。
- 1993年（平成5年）3月31日 - 野沢交番 - 駒沢陸橋間を延伸。
- 2001年（平成13年）1月16日 - 小田急シティバスが運行受託を開始。

下北沢駅近くの北沢タウンホールから茶沢通り、玉川通り（国道246号）、環七通りを経由して、世田谷区と目黒区の境界付近にある駒沢陸橋まで結ぶ路線である。世田谷区内の集客力の高い商業地区である下北沢と三軒茶屋を一直線に結んでいる。
下北沢駅は駅前が狭くバスロータリーがないため、北沢タウンホールの敷地内に専用のバス発着所が設けられている。一方、反対側の駒沢陸橋には折り返し設備がなく、環七通りの陸橋下の側道に併設されているUターン路を利用して向きを変える。一部に三軒茶屋止まりも設定されているが、この便は世田谷通りや玉川通りなどを回送で走って折り返すようになっている。
また、三軒茶屋で歩行者天国の実施される日曜・祝日・振替休日は北沢タウンホール - 代沢十字路間の折り返し運行となるが、この場合は代沢十字路 - 若林営業所間を回送して若林営業所（小田急シティバス世田谷営業所）の敷地内で折り返しを行う。歩行者天国実施時間帯は代沢十字路 - 三軒茶屋間はバスの運行がなくなり、歩行者天国実施区間より南側の三軒茶屋 - 駒沢陸橋間も運行されなくなるので、通常時は本数が多いものの歩行者天国実施日の利用には注意が必要である。

本路線は若林営業所の路線の中では最も古いもので、当初は三軒茶屋 - 新宿間を結び、京王帝都電鉄と共同運行を行っていた。その後、昭和40年代初頭に下北沢 - 野沢間に短縮され、さらに野沢交番、駒沢陸橋へと延長されている。駒沢陸橋への延伸は1993年3月に都営バス宿91系統が「野沢折返所」（現・サミットストア野沢龍雲寺店駐車場敷地）の廃止により発着点を変更したことに歩調を合わせて行われたものであるが、本路線は野沢交番発着時より駒沢陸橋下で折り返しを行っており、営業運行区間が若干延びたに過ぎない。
なお、駒沢陸橋は小田急バスと都営バスの折り返しの都合で新設された停留所であるため、並行する東急バス環七線（森91系統：大森操車所 - 新代田駅前）は停車しない。2013年3月31日をもって都営バス宿91系統の駒沢陸橋発着便は廃止され、4月1日以降に駒沢陸橋で折り返す路線は下61系統のみとなった。

#### 梅ヶ丘線
- 渋54：渋谷駅 - 駒場 - 淡島 - 代沢小学校 - 宮前橋 - 梅ヶ丘駅北口 - 六所神社前 - 経堂駅
- 渋54：渋谷駅 - 駒場 - 淡島 - 代沢小学校 - 宮前橋 - 梅ヶ丘駅北口（深夜バスも運行）

歴史
- 1954年（昭和29年）10月1日 - 渋谷駅 - 梅ヶ丘駅 - 経堂駅間として開通。
- 1970年代 - 渋谷駅 - 梅ヶ丘駅間に短縮。
- 2001年（平成13年）5月16日 - 小田急シティバスが運行受託を開始。
- 2003年（平成15年）10月16日 - 一部便を希望ヶ丘団地まで延長。
- 2009年（平成21年）8月31日 - 希望ヶ丘団地便を廃止し、夜間の一部の便を除き梅ヶ丘駅北口行きを経堂駅まで延長

渋谷駅から主に淡島通りや梅丘通りを経由して小田急小田原線梅ヶ丘駅・経堂駅まで結ぶ路線である。この路線は当初経堂駅 - 渋谷駅間で運行されていたが、1970年代に梅ヶ丘駅 - 渋谷駅間に短縮されたものである。開通間もない頃には、美空ひばりが車掌に扮した映画が撮影されている。
渋谷駅から淡島までは東急バス若林線（渋51・52系統）と並行している。以前は大型車運用の路線だったが、小田急シティバス委託開始の少し前から中型車運用の路線に変わった。現在、梅ヶ丘駅折返便では駅北口のロータリーで折り返しているが、かつては駅の南側で折り返し、小田急小田原線の複々線化工事の際には駅に程近い折り返し所で引き返していた時期もあった。
小田急小田原線の高架化による踏切解消後の2003年10月16日より、一部の便が梅ヶ丘駅北口から先、梅01の路線に入り、経堂・希望ヶ丘団地まで向かうようになった。さらに翌年の2004年12月1日からは、渋谷駅から道玄坂上までは（梅ヶ丘方向）道玄坂を上がらず、玉川通り（国道246号）経由に改められた。渋24系統（渋谷駅 - 成城学園前駅）と渋26系統（渋谷駅 - 調布駅南口）は変化がなく、道玄坂経由のままであるが、道玄坂で歩行者天国が行われる時と21時以降はこれらの2系統も玉川通り（国道246号）を経由する。
その後経堂駅の駅前広場の完成に伴い、2009年8月31日のダイヤ改正により希望ヶ丘団地行きが廃止され、夜間の一部便を除きほぼすべての便が梅ヶ丘駅北口から経堂駅まで延伸された。これにより概ね運行開始当初の路線に戻った形となった。

#### 経堂線
- （系統番号なし）若林営業所 - 宮前橋 - 梅ヶ丘駅北口（梅ヶ丘駅行きは平日早朝、若林営業所行きは平日夜それぞれ1便のみ）
- 経01：経堂駅→経堂赤堤通り団地→希望ヶ丘団地→船橋小学校→千歳船橋駅
- 経01：千歳船橋駅→千歳台三丁目→希望ヶ丘記念公園→希望ヶ丘団地→経堂赤堤通り団地→経堂駅
- 経02：経堂駅 - 経堂赤堤通り団地 - 希望ヶ丘団地 - 上北沢二丁目 - 八幡山駅（世田谷区コミュニティバス「経堂・八幡山路線」、京王バス永福町営業所と共同運行）
- 梅01：梅ヶ丘駅北口→経堂駅→経堂赤堤通り団地→希望ヶ丘団地→船橋小学校→千歳船橋駅（早朝・夜間に1往復のみ「希望ヶ丘団地」折り返し便の設定あり）
- 梅01：千歳船橋駅→千歳台三丁目→希望ヶ丘記念公園→希望ヶ丘団地→経堂赤堤通り団地→経堂駅→六所神社前→梅ヶ丘駅北口（深夜バスも運行。土休日23時台の1本は「経堂駅」を通過。）
- 梅02：経堂駅 - 六所神社前 - 梅ヶ丘駅北口(経堂駅方面は平日の朝に2本､土休日の朝に3本､梅ヶ丘駅方面は土休日の夜間に一本のみ｡)
- 歳22：千歳船橋駅→千歳台三丁目→希望ヶ丘記念公園→希望ヶ丘団地→粕谷一丁目→千歳台三丁目→千歳船橋駅（休日午後一本のみ）
- 歳24：千歳船橋駅→千歳台三丁目→希望ヶ丘記念公園→希望ヶ丘団地
- 歳24：希望ヶ丘団地→船橋小学校前→千歳船橋駅

歴史
- 2001年（平成13年）11月16日 - 小田急シティバスが運行受託を開始。
- 2002年（平成14年）3月1日 - 千歳船橋駅発の便を希望ヶ丘記念公園経由に変更。
- 2003年（平成15年）10月16日 - 深夜バス系統・歳24の運行を開始。
- 2009年（平成21年）8月31日 - 経01、梅02の運行を開始。
- 2014年（平成26年）1月16日 - 経02（世田谷区コミュニティバス「経堂・八幡山路線」）[22] の運行を開始。

経堂線には環八通りを通る区間があり、その渋滞の影響を受けて遅延することが多かった。遅延の影響を抑えることと、駅から遠い千歳台地域の交通の便を確保するために複雑なルート設定になっている。
このため、経01系統は成城警察署前を除き、千歳台三丁目→廻沢→希望ヶ丘記念公園→千歳台四丁目は経堂駅方面のみ、船橋小学校→水道局前は千歳船橋駅方面のみが停車する形となっており、千歳船橋駅では折返場は使用せず、京王バス同様に高架下を通過して、東急バス・京王バスの桜丘五丁目付近を通って環八通りへとループする形で走行するが、桜丘五丁目や水道局前は通過し、成城警察署前まで無停車となっている｡
歳22は、休日の午後14時台に一便のみ設定されており、希望ヶ丘団地まで経01と同ルートを走行した後、調布経堂停車場線を左折し、千歳温水プールや千歳清掃工場付近を通り、環八を渡って、天然ガススタンド前の交差点を左折し、廻沢通りを南下して再び千歳台三丁目へ合流し、成城警察署前や水道局前を経由して千歳船橋駅ヘと戻る循環路線となっている。
梅01系統は「水道辻」停留所より梅ヶ丘駅まではほぼ赤堤通りの上がルートになっているが、「経堂赤堤通り団地」停留所を過ぎるといったん赤堤通りから外れて経堂駅を経由し、再び赤堤通りに戻り「六所神社前」停留所に停車する。この区間に「赤堤小学校前」「大和橋」「経堂駅」「経堂駅入口」「ユリの木公園」「赤堤」の6箇所の停留所が設定されている。土休日の上り最終便だけは「経堂通過」と時刻表に掲載されているが、実際には「経堂赤堤通り団地」からショートカットの形で赤堤通りを直進し、6停留所を経由せずに「六所神社前」へと直行している。
経堂駅駅前広場の完成に伴う2009年8月31日のダイヤ改正により、経01（梅01の経堂駅以東をカット）、梅02（梅01の経堂駅以西をカット・出入庫系統）が新設され、ほとんどの便は経01による運行にシフトし、梅01は梅02と同様に、主に出入庫便として運行されるようになった。
また早朝夜間に1本だけ設定されている希望ヶ丘団地発着の梅01は、歳25の出入庫便である。歳22系統は、2009年夏までは日中のみ6便、約30分 - 2時間半おきに設定されていたが、2009年8月31日のダイヤ改正により休日の夕方1本のみに減便された。
梅01・経01の経路上、希望ヶ丘団地停留所から経堂駅方面の2つ目に「八幡山」という停留所があったが、京王線八幡山駅からは1km以上離れていた。この停留所は2016年4月11日に「希望ヶ丘東公園」へ改称された
2014年1月16日から、経02系統が新設された。世田谷区の公式サイトではコミュニティバス「経堂・八幡山路線＜経02＞」として扱われている。京王バス永福町営業所との共同運行で、料金も京王バスに合わせている。平日は7時台 - 20時台、土休日は7時台 - 18時台の運行で、平日・土休日共に30分ヘッドでの運行。経堂駅から経01・梅01と同じルートを進み、「桜上水二丁目」を過ぎて「水道辻」（千歳船橋方面）の直前の交差点で左折し、希望ヶ丘通りへ入る。経02開業と同時に「すきっぷ前」停留所が八幡山駅方面のみ新設され、経堂駅方面は、経01系統などの本線系統にある「水道辻」停留所と位置が近いため設置されなかった。2016年10月17日のダイヤ改正より、経由地が船橋交番北経由から希望ヶ丘団地経由に変更となった。上北沢二丁目 - 八幡山駅 - 上北沢二丁目間は都立松沢病院を周回する片循環である。この路線の開業で、以前は希望ヶ丘団地で乗り換えが必要だった経堂駅周辺の商圏・赤堤地区と、上北沢・八幡山地区が一本で移動できることになった。

#### 船橋希望ヶ丘線
- 歳25：千歳船橋駅 - 船橋地区会館 - 希望ヶ丘団地（世田谷区コミュニティバス「希望ヶ丘路線　千歳船橋ルート」）

歴史
- 2003年3月30日：運行開始。

世田谷区の公式サイトではコミュニティバス「希望ヶ丘路線（千歳船橋ルート）＜歳25＞」として扱われている。荒玉水道道路をルートにしており、水道道路は埋設されている上水道管を保護する必要上、道路を走る自動車の重量に制限が設けられている。その重量制限の関係と世田谷特有の狭隘路もあり、小型バスによる運行（祖師谷・成城循環や調布市ミニバス東路線と同型車）となっている。希望ヶ丘団地では折り返しせず、周囲を循環するルートである。最終便のみ希望ヶ丘団地止まりで、到着後は梅01として梅ヶ丘駅北口まで運行し入庫する（早朝の始発便はその逆となる）。
元は土休日を含む全ての日の時間帯で30分ヘッドでの運行であったが、2020年4月1日に行われたダイヤ改正で減便され、始発が6時台に出た後、9時台、13時台、17時台の運行はなくなり、一部時間帯のみ30分ヘッドの運行となった。

##### 祖師谷・成城地域循環路線（せたがやくるりん）
- 祖師ヶ谷大蔵駅北口→祖師谷商店街→塚戸南→上祖パンダ公園南→砧総合支所（成城学園前駅入口）→砧図書館→祖師ヶ谷大蔵駅北口

歴史
- 2005年12月19日：運行開始、当初は狛江営業所担当。
- 2006年11月日：小田急シティバス世田谷営業所に移管、小田急シティバスが運行受託を開始。

世田谷区の公式サイトではコミュニティバス「祖師谷・成城地域循環路線（せたがやくるりん）」として扱われている。系統番号は未設定。開業当初は小田急バスの路線であったが、2006年11月より小田急シティバスに移管され、一般路線では唯一の自社運行路線となった。路線移管に伴い、専用車両も狛江営業所から転属した。
「せたがやくるりん」の乗り場は、東急バスのロータリーとは反対側の祖師ヶ谷大蔵駅北口。「ウルトラマン商店街」に進入し狭隘区間を通行するため、開業当初より小田急バスカラーの小型車が用いられ、初代車両は三菱ふそう・エアロミディMEであった。専用車両として1台（B555号車。KK-ME17DF、2003年式）がラッピングバスとなり、小田急バスカラーの車両に虹色のパートラッピングが施された。その後は代替により2代目車両として、小田急バスカラーの日野・ポンチョが使用されている。
この路線の開業時は「祖師谷に40年ぶりにバスが走ります」との触れ込みだった。40年前に走っていたのは、二子玉川園駅（現・二子玉川駅） - 東宝前 - 祖師ヶ谷大蔵駅 - 芦花公園駅前 - 千歳烏山駅 - 岩崎学生寮という路線であった。この路線を継承しているものが、玉07・成02・吉02などである。

#### 新宿 - よみうりランド線（季節運行）

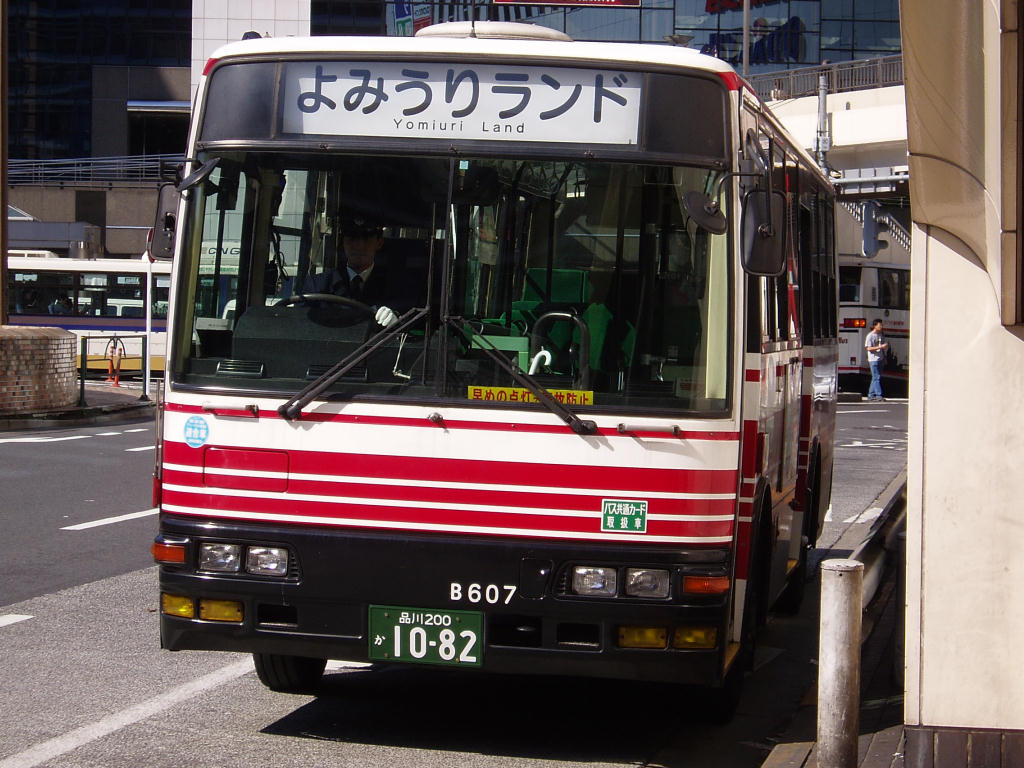
新宿駅西口 - よみうりランド　96-B607号車（除籍済）

- 新宿駅西口 → 角筈二丁目 → 東京オペラシティ南 → 幡ヶ谷駅 → 笹塚二丁目 → （この間無停車） → 調布 → 矢野口駅東 → 京王よみうりランド駅 → よみうりランド
- よみうりランド → 京王よみうりランド駅 → 矢野口駅東 → 調布駅北口 → （この間無停車） → 笹塚二丁目 → 幡ヶ谷駅 → 東京オペラシティ南 → 角筈二丁目 → 新宿駅西口
- 新宿駅西口 → 角筈二丁目 → 東京オペラシティ南 → 幡ヶ谷駅 → 笹塚二丁目 → （この間無停車） → 宮前橋 → 若林営業所

歴史
- 1989年（昭和64年）まで本線が宿50系統、入出庫路線が宿51→宿50-1系統と系統番号が付けられていた路線で、ともに担当されていた季節運行路線であったが、休止路線と指定されて運休となった。季節運行路線のため、実際の運行はさらに以前で終了していた。
- 2000年（平成12年）9月17日 - 路線が復活される。ただし系統番号の復活はなされていない。所管営業所は吉祥寺営業所であった。
- 2002年（平成14年）3月 - 所管営業所が若林営業所（小田急シティバス世田谷営業所）へ復帰される。
- 2019年（平成31年）3月1日 - 同日付の小田急バスからのお知らせで、6月の日曜・祝日ダイヤの日に1往復のみの運行に変更となることが発表される。同時に入庫便となる若林営業所前行きも復活した。ただし、休止前までは運行されていた出庫便の復活はなされなかった。

毎年6月1日 - 6月30日の季節運行で、日曜・祝日ダイヤの日に1往復だけ運行される。笹塚二丁目 - 調布（調布駅北口）間は甲州街道（国道20号）・旧甲州街道を走り途中無停車であるが、それ以外の区間は重複する系統の停留所に停車する。2018年（平成30年）までは毎年3月16日 - 6月15日・9月16日 - 11月15日の季節運行で、日曜・祝日・振替休日に2往復だけ運行されていたが、2019年度より現在の運行形態となった。
本路線は小田急バスの一般路線の中で一番の長距離路線である（21.42 km）。
よみうりランド行きは、調布駅北口のロータリーに乗り入れず、旧甲州街道沿いのセブン-イレブン調布小島1丁目店前にある「調布」停留所に停車するが、調布駅北口からは若干の距離がある。
新宿駅西口行きは、旧甲州街道沿いの西友調布店前にある「調布駅北口」停留所に停車していた。西友前の「調布駅北口」停留所は境91系統の狛江駅北口行きのみが停車していたが、調布駅北口のロータリー整備完了に伴い、2020年11月16日から北口ロータリーへ乗り入れ開始し西友前の停留所は廃止された。よみうりランド行きも2021年度から調布駅北口ロータリーの13番のりばに乗り入れるようになった。
若林営業所行きは、笹塚二丁目を出ると環七を経由して宮前橋まで直行し、代田橋、大原町、代田六丁目、新代田駅前、代田四丁目の各停留所には停車しない。
当路線は小田急シティバスへの委託前に、小田急バス若林営業所が担当していた時代は、系統番号として宿50（新宿駅西口 - よみうりランド）、宿51→宿50-1（新宿駅西口 - 若林営業所前）の掲示があった。出庫便も営業運行をしていた。

### 高速路線
東京駅発着（新宿南口経由）のニューブリーズ号を除き、夜行路線の定期便はハイアットリージェンシー東京・新宿南口（バスタ新宿）を起終点としている。2016年4月4日のバスタ新宿開業に伴い、一部の便を除いてバスタ新宿に停車するようになった。
〈〉内は共同運行会社。

#### 夜行高速路線
- フローラ号：大崎・新宿・大宮 - 秋田 〈秋田中央交通〉
- パピヨン号：新宿 - 岐阜 〈岐阜乗合自動車〉
- ルミナス号・マスカット号：新宿 - 津山・岡山・倉敷 〈関東バス・下津井電鉄・両備バス〉
- エトワールセト号：新宿 - 福山・尾道・三原 〈中国バス〉
- ニューブリーズ号：東京・新宿 - 西条・広島 〈中国ジェイアールバス[注釈 3]〉

以上の路線については、詳細は各路線の記事を参照。
- ブルーメッツ号：新宿 - 高知 〈とさでん交通〉

車両は、3列独立シートのエアロクィーンIまたはセレガSHDを使用する。
運行担当は原則として、東京側の小田急シティバスが隔日、高知側のとさでん交通が4日ごとに1号車を担当する。週末など多客期には2号車を運行する場合があり、2号車は予備車の運用状況によって運行会社が変動する。お盆、年末年始等の最ピーク期には増発便が運行され、専用車両ではない貸切車（4列シート、おおむね3号車以降）によって運行される場合がある。
歴史
- 1991年（平成3年）5月1日 - 運行開始。当初は吉祥寺営業所まで運行されていた。
- 2000年（平成12年）8月1日 - 小田急バスから小田急シティバスに移管。吉祥寺乗り入れを廃止。
- 2008年（平成20年）12月1日 - 中央道経由から東名高速経由に変更し、学生割引を設定（渋滞状況により中央道経由で運行されることもある）。
- 2012年（平成24年）7月21日 - 御殿場JCT・三ケ日JCT間を新東名高速経由に変更。
- 2014年（平成26年）10月1日 - 土佐電気鉄道と高知県交通の事業統合により、両社の担当便がとさでん交通に移管。
- 2016年（平成28年）
  - 4月4日 - バスタ新宿が開業し乗り入れ開始。
  - 10月1日 - とさでん交通一宮高知営業所廃止に伴い一宮バスターミナルに改称。高知側起終点を桟橋高知営業所に変更し、知寄町停留所を廃止。

- 2019年（平成31年）2月1日 - 運賃制度改定。カレンダー運賃と早トク割引の導入、往復割引の廃止。
- 2020年（令和2年）4月8日 - 新型コロナウイルスの感染拡大の影響により、この日の出発便から当面の間運休となる。

#### 昼行高速路線
- アクアライナー：新宿 - 袖ケ浦・木更津〈小湊鉄道〉[30]

東京湾アクアライン（1997年12月18日開業）を経由し、新宿駅と千葉県内を結ぶ昼行高速バス。小田急では「アクアライナー」ではなく、「アクアライン高速バス」「アクアライン号」などの呼称を用いている。
原則として専用車（小田急グループ共通色のエアロエース）での運行だが、整備や増発の場合は貸切車が運用される。
- 2008年9月1日、昼行高速バス「新宿 - 木更津線」を運行開始。
- 2010年11月25日、五井新宿線（新宿駅 - 市原駐車場・五井駅・市原市役所）を運行開始。
- 2013年11月1日、五井新宿線に「アリオ市原」停留所と「高速国分寺台」停留所を新設。
- 2016年4月4日、木更津駅西口と五井駅を発着する新宿駅の発着場所が「新宿駅西口」から「バスタ新宿」に変更となる。三井アウトレットパーク木更津発着便は変更なし。
- 2020年4月1日、五井新宿線から撤退し、小湊鉄道の単独運行となる。

#### 期間限定高速路線
- しまんとエクスプレス 〈高知西南交通〉

東京都新宿区・渋谷区と高知県宿毛市との間を結ぶ、繁忙期期間限定運行の夜行高速バス路線。ゴールデンウィーク・お盆・年末年始期間のみ運行。
運行区間： 新宿 - 須崎・中村・宿毛
- 2007年7月31日 - 運行開始（同年9月2日まで。トイレなし車両による運行）。
- 2007年12月21日 - 2007年度年末年始期間の運行を開始（2008年1月7日まで）。今期より、トイレ付き車両による運行となる。
- 2008年4月28日 - 2008年ゴールデンウィーク期間の運行開始（同年5月7日まで）。
- 2008年8月6日 - 2008年お盆期間の運行開始（同年8月17日まで）。
- 2008年12月26日 - 2008年度年末年始期間の運行を開始（2009年1月6日まで）。

## 車両
所属車両のナンバープレートは、小田急バスでは唯一の品川ナンバー（ご当地ナンバー導入後は世田谷ナンバー）であった。他の営業所では多摩ナンバーまたは川崎ナンバーとなる。

### 路線車
路線車は、小田急バス若林営業所からの委託車両であった。車種などについての詳細は小田急バス若林営業所#車両を参照。

### 高速車
高速車は、小田急バス若林営業所時代から三菱ふそう製の車両を導入してきた。夜行高速バスのカラーリングは、小田急バス（当時の担当は若林営業所）が秋田中央交通との共同運行で「フローラ号」を運行開始して夜行高速バスへ参入した際に、東北地方の伝統工芸品「こけし」を図案化した専用カラーを両社で採用した。この塗色は「こけしカラー」と呼ばれ、のちに開業した他の夜行高速バス路線でも使用されるようになった。
「こけしカラー」は赤・青・緑の3色あり、夜行高速バス参入以来、車両は三菱ふそう・エアロクィーンで統一されてきたが、2013年に日野・セレガ（2代目、スーパーハイデッカー）を導入したのを皮切りにジェイ・バス製車両の配置が開始され、2018年には夜行高速バス用のセレガ（ハイデッカー）が新色の紫塗装で導入された。これにより「こけしカラー」は4色となったが、色により運用路線が分かれているわけではない。
小田急シティバス設立後に運行開始した昼行高速バスの木更津線・五井線では、小田急グループ共通塗装の三菱ふそう・エアロエースを専用車両として使用する。

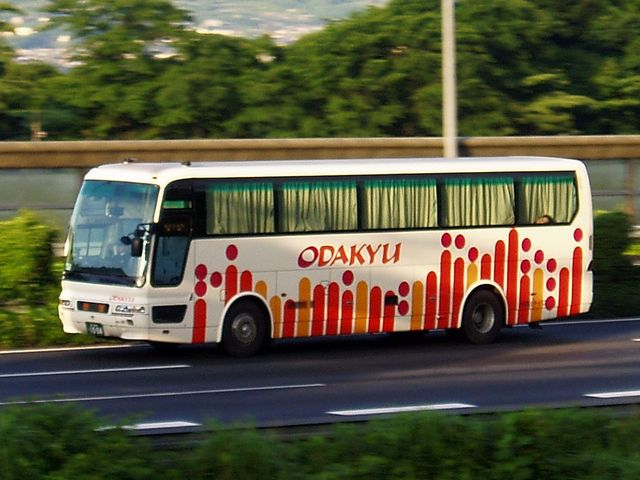
ルミナス号（こけしカラー赤）
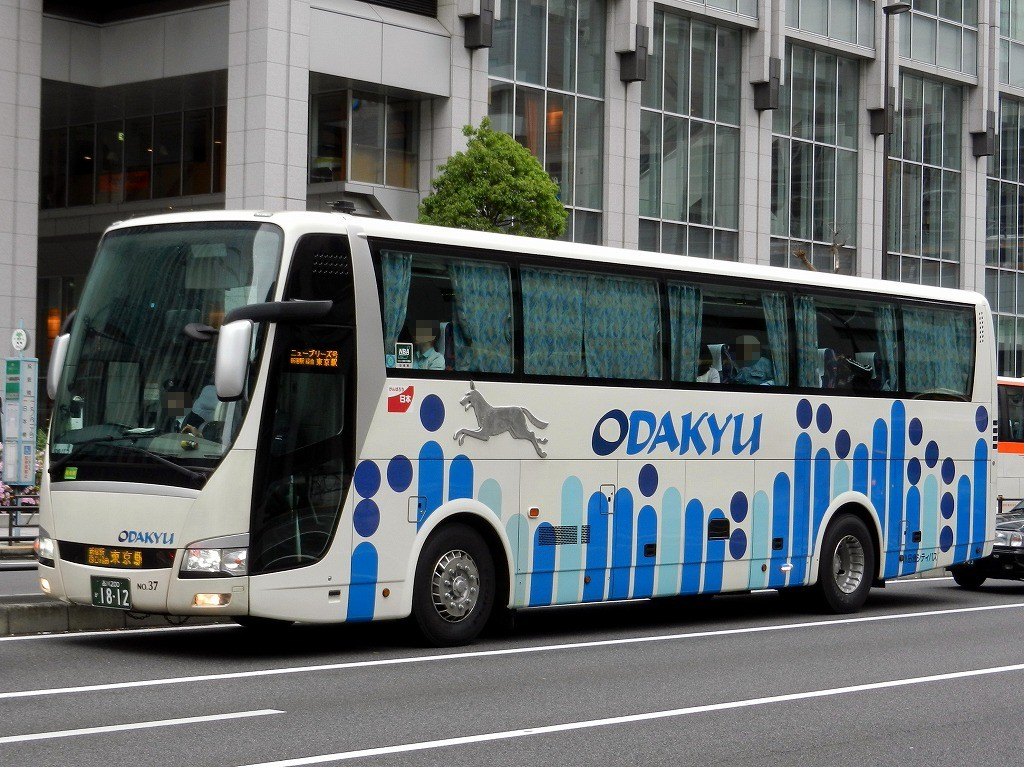
ニューブリーズ号（こけしカラー青）
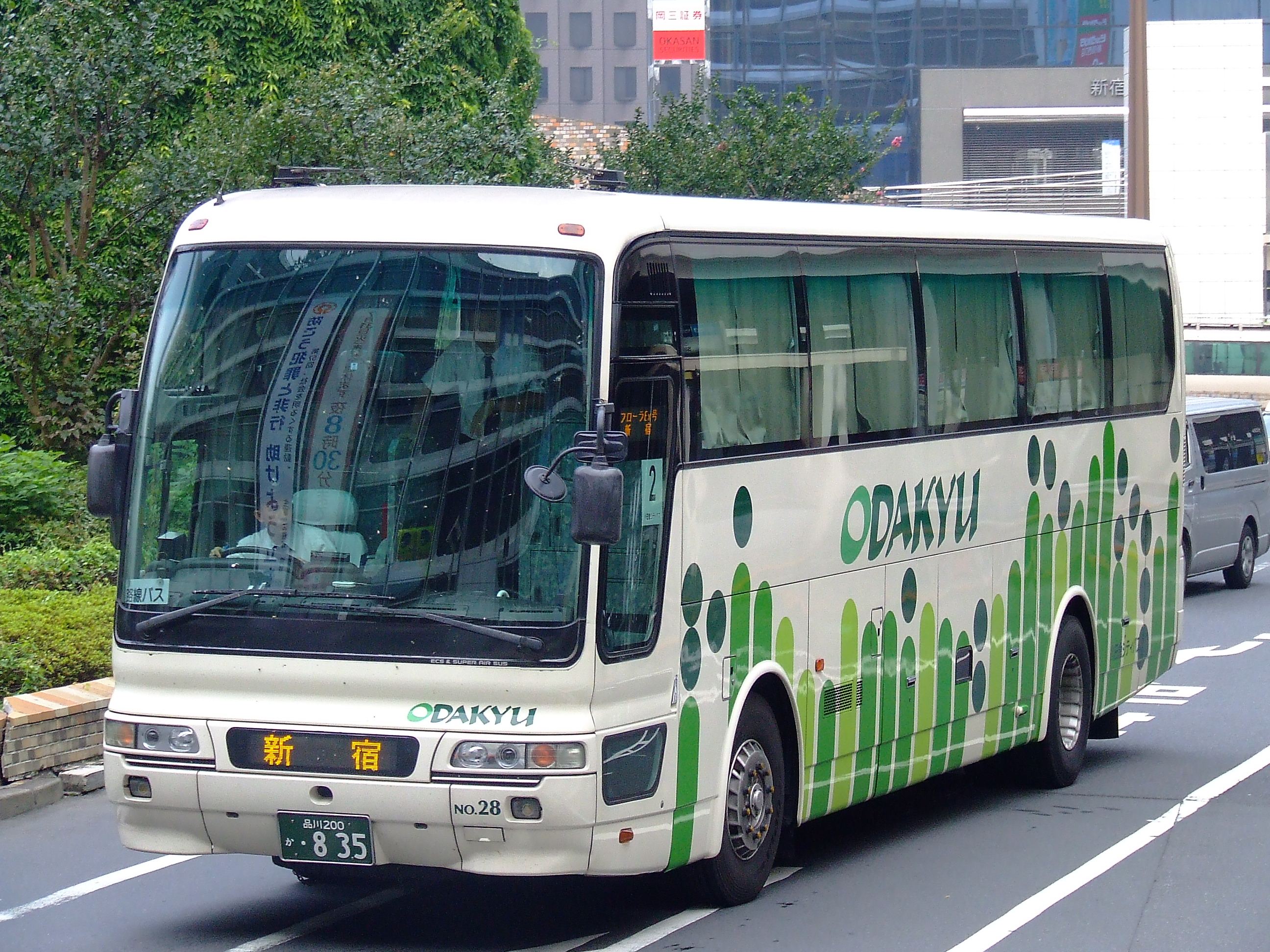
フローラ号（こけしカラー緑）
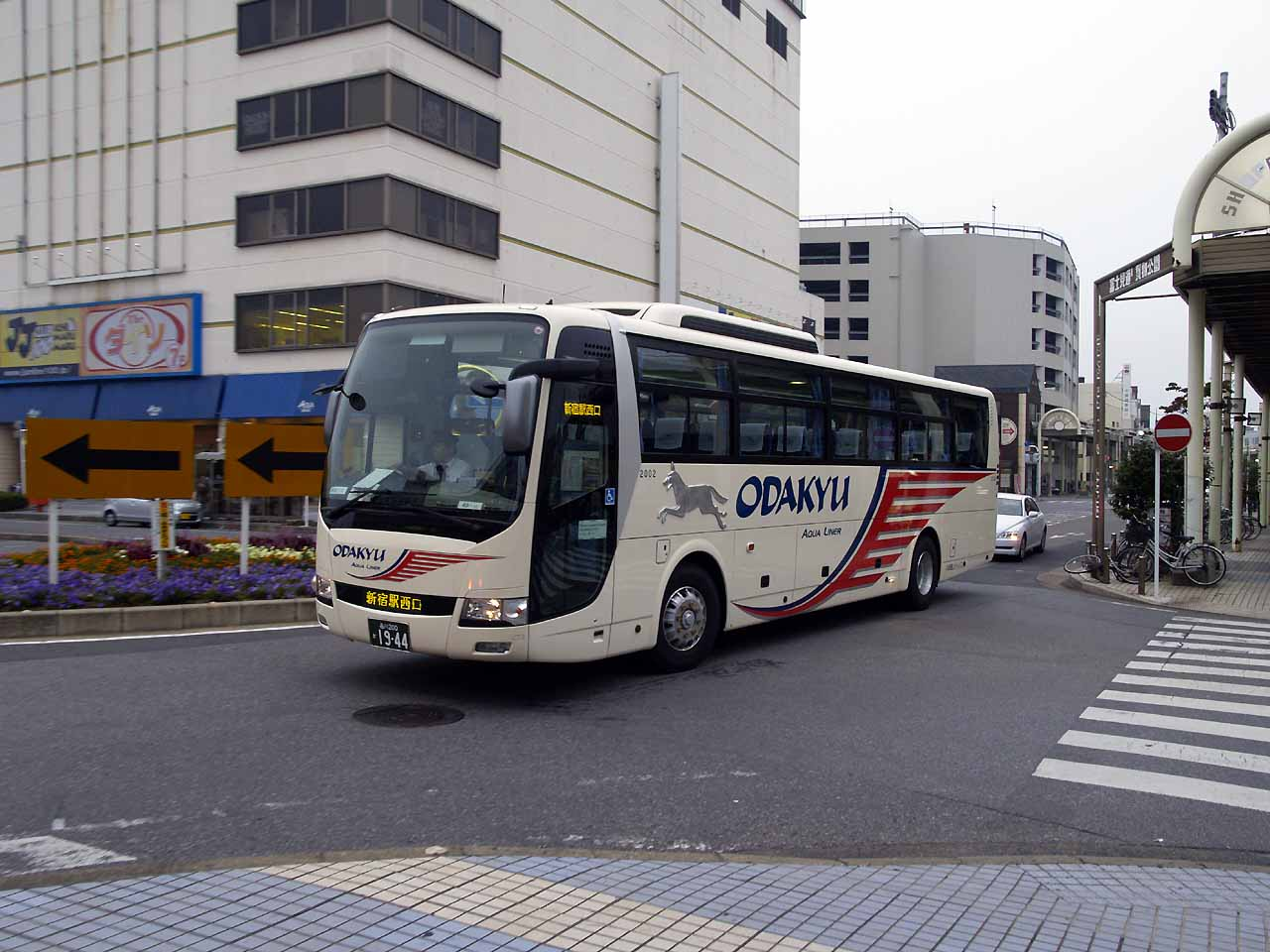
新宿 - 木更津線（小田急グループ共通色）

### 貸切車
貸切車は三菱ふそう製で、小田急グループ共通塗装である。2002年4月1日に貸切バス事業を開始した際には、大型貸切バス10台が所属した。当初は小田急バスからの移籍車を使用していたが、順次新車を導入し代替していった。
2006年8月30日に若葉台営業所が設立された際には、大型貸切バス5台が所属した。若葉台営業所の車両は川崎ナンバーだったが、2011年9月30日の閉鎖に伴い世田谷営業所へ転属しナンバーも変更された。